# Антитеїзм
Антитеїзм (від грец. αντι проти, грец. θεος бога) — активна опозиція теїзму. Цей термін має різну область застосування: у світському контексті зазвичай розуміють опозицію вірі в будь-яке божество, а в теїстичному контексті означає незгоду вірити в монотеїстичного бога чи богів пантеону.

## Опозиція теїзму
У той час як атеїзм в широкому сенсі означає просто відсутність віри в існування бога чи богів пантеону і надприродних сил, то антитеїзм означає активне заперечення теїзму. Критикується сама можливість широкої дискусії про існування чи неіснування богів і надприродних сил. Антитеїсти налаштовані проти будь-яких теїстичних ідей, як основної причини суперечок, ворожнечі і воєн. У тому числі проти атеїзму.

## Атеїзм
Позначка «антитеїста» зазвичай надається тим, хто вважає, що теїзм здійснює тільки згубний вплив. Один із прикладів подібних поглядів продемонстрував  Крістофер Хітченс:

Я навіть не стільки атеїст, як антитеїст; я не лише підтримую думку, що всі релігії є версіями однієї й тієї ж неправди, але я також вважаю, що вплив церков і ефект релігійної віри є строго шкідливим.
Оригінальний текст (англ.)
I'm not even an atheist so much as I am an antitheist; I not only maintain that all religions are versions of the same untruth, but I hold that the influence of churches, and the effect of religious belief, is positively harmful